# Понте ај Пини-Капана (Лука)
Понте ај Пини-Капана је насеље у Италији у округу Лука, региону Тоскана.
Према процени из 2011. у насељу је живело 16 становника. Насеље се налази на надморској висини од 18 м.